# (14309) Defoy
(14309) Defoy ist ein Asteroid des Hauptgürtels, der am 22. September 1908 vom österreichischen Astronomen Johann Palisa in Wien entdeckt wurde.
(14309) Defoy bewegt sich auf einer ungewöhnlich exzentrischen Bahn und kommt damit in die Nähe der Marsbahn.
Der Asteroid wurde am 13. Oktober 2000 nach Ilse Defoy (1892–1947) benannt, der Mutter des Heidelberger Astronomen Joachim Schubart, dessen Beobachtungen von (14309) Defoy halfen, dessen Bahn zu berechnen.